# لایا
لایا (به هلندی: Blija) یک منطقهٔ مسکونی در هلند است که در فروردرادیل واقع شده‌است. لایا۸۶۰ نفر جمعیت دارد.